# トレーヴィ
トレーヴィ（伊: Trevi）は、イタリア共和国ウンブリア州ペルージャ県にある、人口約8,000人の基礎自治体（コムーネ）。

## 地理

### 位置・広がり
ペルージャ県南部の町。フォリーニョから南南東へ約9km、スポレートから北へ約16km、テルニから北北東へ約36km、州都・県都ペルージャから南東へ約39kmの距離にある。

#### 隣接コムーネ
隣接するコムーネは以下の通り。
- フォリーニョ - 北
- セッラーノ - 東
- カンペッロ・スル・クリトゥンノ - 南
- スポレート - 南
- カステル・リタルディ - 南西
- モンテファルコ - 西

### 気候分類・地震分類

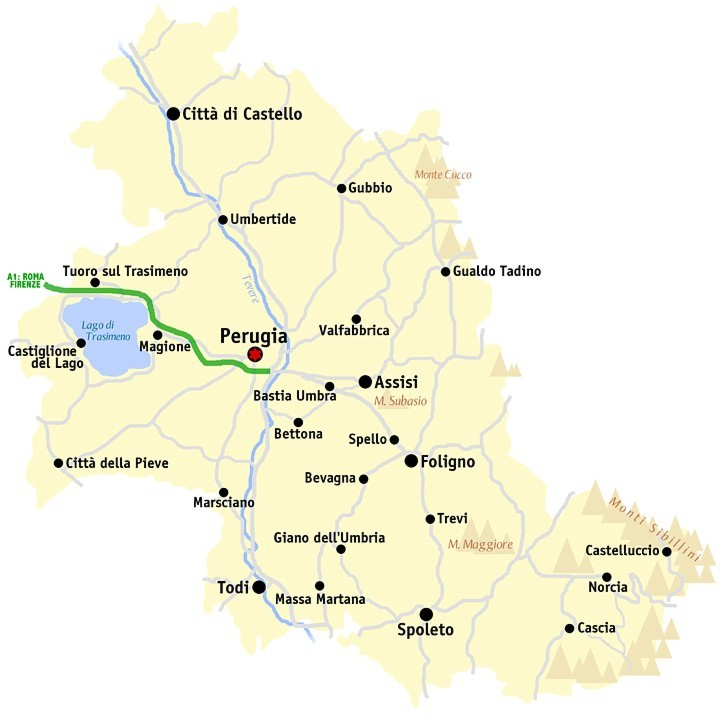
ペルージャ県概略図

トレーヴィにおけるイタリアの気候分類 (it) および度日は、zona E, 2208 GGである。
また、イタリアの地震リスク階級 (it) では、zona 1 (sismicità alta) に分類される。

## 行政

### 分離集落
トレーヴィには、以下の分離集落（フラツィオーネ）がある。
- Borgo, Bovara, Cannaiola, Coste, La Pigge, Manciano, Matigge, Parrano, Picciche, Pietrarossa, San Lorenzo, Santa Maria in Valle, Piaggia

## 文化・観光
「スローシティ」加盟都市、「イタリアの最も美しい村」クラブ加盟コムーネである。